# Libera Patria
Libera Patria (in armeno Ազատ Հայրենիք, Azat Hayrenik') è un partito politico della repubblica di Artsakh (denominata fino al 2017 repubblica del Nagorno Karabakh).
Forza politica di governo, è attualmente guidata dall'ex Primo Ministro Arayik Harutyunyan che ha sostenuto nelle elezioni presidenziali del 2020.
Ha concorso alle elezioni parlamentari del 2005, alle elezioni parlamentari del 2010, a quelle del 2015 e a quelle 2020 nelle quali ha consolidato il primato nazionale. 
Nelle elezioni amministrative locali ha avuto una crescita esponenziale passando da 2 a 61 comunità rette da un sindaco espressione del partito.
Alle elezioni presidenziali del 2012 aveva sostenuto il presidente uscente Bako Sahakyan.

## Risultati elettorali per elezioni parlamentari
| Elezione | Voti ottenuti prop. | % voti prop. | Seggi prop. | Seggi collegi | % collegi | Totale seggi |
| -------- | ------------------- | ------------ | ----------- | ------------- | --------- | ------------ |
| 2005     | 15931               | 26,7%        | 10          | -             | -         | 10           |
| 2010     | 29252               | 44,2%        | 8           | 6             | 37,5%     | 14           |
| 2015     | 32632               | 47,35%       | 11          | 4             |           | 15           |
| 2020     | 29688               | 40,4%        | /           | /             | /         | 16           |

## Risultati elettorali per elezioni amministrative
Numero Capi comunità/sindaci riconducibili al partito
| Elezione | Comunità vinte |
| -------- | -------------- |
| 2004     | 0              |
| 2007     | 2              |
| 2011     | 2              |
| 2015     | 36             |
| 2019     | 61             |